# کمرسبز (خوسف)
کمرسبز یک روستا در ایران است که در دهستان قلعه زری شهرستان خوسف واقع شده‌است. کمرسبز ۳۶ نفر جمعیت دارد.